# Szvetlana Jurjevna Szlepcova
Szvetlana Jurjevna Szlepcova (oroszul: Светлана Юрьевна Слепцова; Hanti-Manszijszk, 1986. július 31.) orosz sílövő. Az oroszországi CSZKA sílövő klubjának tagja. Karrierje első komoly sikere a 2001-ben elért első hely az Orosz Ifjúsági Bajnokságon. 2004-től 2007-ig az ifjúsági világbajnokságok résztvevője volt, ahol hat alkalommal állhatott a dobogó valamelyik fokán. Háromszoros junior világbajnok: 2005-ben a finnországi Kontiolahtiban egyéniben, 2007-ben Martell-Val Martellóban a sprint és az üldözőversenyben diadalmaskodott. A felnőttek között a 2006/07-es szezonban, a világkupában mutatkozott be. Felnőtt világbajnokságon 2008-ban vett először részt, ahol a vegyes váltó tagjaként a dobogó harmadik fokára állhatott fel. Sportpályafutása során a felnőttek mezőnyében a világkupában számos alkalommal volt éremszerző, világbajnokságon pedig 2009-ben Dél-Koreában, Phjongcshangban végzett az első helyen, az orosz váltó tagjaként.
2010-ben indult az olimpiai játékokon, ahol az orosz váltó tagjaként aranyérmet nyert.

## Eredményei

### Olimpia
| Év   | Világbajnokság | Versenyszám  | Versenyszám   | Versenyszám         | Versenyszám         | Versenyszám | Versenyszám |
| Év   | Világbajnokság | Egyéni 15 km | Sprint 7,5 km | Üldözőverseny 10 km | Tömegrajtos 12,5 km | Váltó 6 km  |             |
| ---- | -------------- | ------------ | ------------- | ------------------- | ------------------- | ----------- | ----------- |
| 2010 | Vancouver      | ----         | 13            | 18                  | 14                  | 1           |             |

### Világbajnokság
| Év   | Világbajnokság | Versenyszám  | Versenyszám   | Versenyszám         | Versenyszám         | Versenyszám | Versenyszám         |
| Év   | Világbajnokság | Egyéni 15 km | Sprint 7,5 km | Üldözőverseny 10 km | Tömegrajtos 12,5 km | Váltó 6 km  | Vegyes váltó 7,5 km |
| ---- | -------------- | ------------ | ------------- | ------------------- | ------------------- | ----------- | ------------------- |
| 2008 | Östersund      | ----         | 6             | 8                   | 17                  | 4           | 3                   |
| 2009 | Phjongcshang   | ----         | 36            | 28                  | 19                  | 1           | 5                   |

### Világkupa
| Összesített eredmény | Összesített eredmény | Összesített eredmény | Összesített eredmény | Összesített eredmény | Összesített eredmény |
| Idény                | 2004/05              | 2005/06              | 2008/09              | 2009/10              |                      |
| -------------------- | -------------------- | -------------------- | -------------------- | -------------------- | -------------------- |
| Helyezés             | 55                   | 8                    | 12                   | 11                   |                      |

| 2007/08    | Ruhpolding Sprint Oslo Holmenkollen Üldözőverseny Oslo Holmenkollen Sprint                             | Hochfilzen Váltó Pokljuka Váltó Oberhof Sprint Antholz-Anterselva Üldözőverseny                        | Oberhof Váltó Ruhpolding Váltó Antholz-Anterselva Sprint Östersund Vegyes váltó (VB) Hanti-Manszijszk Tömegrajtos |
| 2008/09    | Hochfilzen Sprint Phjongcshang Váltó (VB)                                                              | Östersund Üldözőverseny Hochfilzen Üldözőverseny Hochfilzen Sprint Hochfilzen Egyéni                   | Vancouver Váltó                                                                                                   |
| 2009/10    | Hochfilzen Váltó Pokljuka Üldözőverseny Pokljuka Sprint Oberhof Váltó Vancouver Váltó (O)              | Östersund Váltó Hochfilzen Üldözőverseny                                                               | |
| 2010/11    | Antholz-Anterselva Váltó                                                                               | | Oberhof Tömegrajtos Presque Isle Vegyes váltó                                                                     |
| 2011/12    | Oberhof Váltó                                                                                          | | Hochfilzen Váltó Antholz-Anterselva Váltó                                                                         |
| Összesítés | Egyéni: 0 Sprint: 4 Üldözőverseny: 2 Tömegrajtos: 0 Váltó: 6 Vegyes váltó: 0 ------------ Összesen: 12 | Egyéni: 1 Sprint: 2 Üldözőverseny: 4 Tömegrajtos: 0 Váltó: 3 Vegyes váltó: 0 ------------ Összesen: 10 | Egyéni: 0 Sprint: 1 Üldözőverseny: 0 Tömegrajtos: 2 Váltó: 5 Vegyes váltó: 2 ------------ Összesen: 10            |

- O - Olimpia és egyben világkupa forduló is.
- VB - Világbajnokság és egyben világkupa forduló is.